# Knut Richard Thyberg
Knut Richard Thyberg, född den 6 november 1896 i Sunne, Värmlands län, död den 1 april 1980, var en svensk diplomat.

## Biografi
Thyberg var son till köpmannen Edvard Thyberg och Thyra Helin. Han tog studentexamen i Karlstad 1914, blev reservofficer 1916 samt tog juris kandidatexamen i Stockholm 1918 innan han blev attaché vid Utrikesdepartementet (UD) 1919. Thyberg tjänstgjorde i Paris 1920, London 1921, Antwerpen 1923, New York 1923 och var tillförordnad byråsekreterare 1926. Han var andre legationssekreterare i Riga med sidoackreditering 1928, i London 1929, Köpenhamn 1931, var tillförordnad chargé d'affaires i Prag 1931, förste legationssekreterare i Köpenhamn 1933 och tillförordnad chargé d'affaires i Kairo 1936-1937. Thyberg var därefter legationsråd 1938, tillförordnad chargé d’affaires i Belgrad 1938-1939, Ankara 1940-1941, byråchef politiska avdelningen vid UD 1941-1944, ministre plénipotentiaire, chargé d’affaires och svenska regeringens ombud för övervakande av Greklandskommissionens hjälpverksamhet i Aten 1944-1948. Han var sändebud i Rio de Janeiro 1949-1955, Lissabon 1955-1959, även i Liberia 1958-1959 samt var sändebud i disponibilitet 1959-1961.
Thyberg gifte sig 1925 med Margaret Dows, dotter till Tracy Dows och hans hustru. Han var far till ambassadör Knut Thyberg (född 1926), Birgitta (född 1928) och Peter Jan (född 1933).

## Utmärkelser
Thybergs utmärkelser:
- Kommendör av 1. klass av Nordstjärneorden (KNO1kl)
- Storkorset av Brasilianska Södra korsets orden (StkBrasSKO)
- Storkorset av Grekiska Fenixorden (StkGrFenO)
- Kommendör av 1. klass av Finlands Lejons orden (KFinlLO1kl)
- Storofficer av Jugoslaviska Sankt Savaorden (StOffJugStSO)
- Storofficer av Nederländska Oranien-Nassauorden (StOffNedONO)
- Officer av Lettiska Tre stjärnors orden (OffLettSO)
- Riddare av Danska Dannebrogsorden (RDDO)
- Officer av Franska d’Académie (OffFrd’A)